# East Hartford
East Hartford is een plaats (census-designated place) in de Amerikaanse staat Connecticut, en valt bestuurlijk gezien onder Hartford County.

## Demografie
Bij de volkstelling in 2000 werd het aantal inwoners vastgesteld op 49.575.

## Geografie
Volgens het United States Census Bureau beslaat de plaats een oppervlakte van
48,7 km², waarvan 46,7 km² land en 2,0 km² water.

## Plaatsen in de nabije omgeving
De onderstaande figuur toont nabijgelegen 'incorporated' en 'census-designated' plaatsen in een straal van 16 km rond East Hartford.